# Kampørn
Kampørnen (latin: Polemaetus bellicosus) er Afrikas største ørn, hvilket gør den i stand til at fange selv små antiloper. Arten er den eneste i slægten Polemaetus.